# 2003
2003. је била проста година.

## Догађаји

### Јануар
- 20. јануар — Бивши председник Србије, Милан Милутиновић, добровољно се предао Хашком трибуналу где је оптужен за ратне злочине на Косову и Метохији током 1999. године.
- 27. јануар — Скупштина Србије усвојила предлог Уставне повеље Државне заједнице Србија и Црна Гора и Закон о њеном спровођењу. На овој седници, тадашњи српски премијер, Зоран Ђинђић, одржао је говор када је посланицима ДСС-а рекао „Ако сте уморни, идите па спавајте бре!”.
- 30. јануар — Скупштина Савезне Републике Југославије ратификовала Споразум о двојном држављанству СРЈ и Босне и Херцеговине.

### Фебруар
- 1. фебруар — У несрећи свемирског шатла Колумбија који се распао изнад Тексаса погинуло је свих седам астронаута.
- 4. фебруар — Свечано проглашена Државна Заједница Србија и Црна Гора.
- 21. фебруар — На ауто-путу Београд — Загреб, код хале „Лимес“, покушан атентат на премијера Србије Зорана Ђинђића. Камион (којим је управљао Дејан Миленковић-Багзи) покушао да пресече колону возила премијера.
- 24. фебруар — Војислав Шешељ се предао Хашком трибуналу.

### Март
- 6. март — У удесу алжирског путничког авиона „Ер Алжир“ одмах по полетању са аеродрома Таманрасет (Алжир), погинуле су 102 особе.
- 7. март — Светозар Маровић изабран за председника новоформиране СЦГ.
- 12. март — Премијер Србије Зоран Ђинђић је убијен у атентату испред зграде Владе Републике Србије.
- 15. март — Уз присуство више стотина хиљада грађана, Зоран Ђинђић сахрањен у Алеји великана на Новом гробљу у Београду.
- 17. март — Изабран први Савет министара СЦГ, чији је председник (по Уставној повељи) био председник државе - Светозар Маровић. Министар спољних послова постао Горан Свилановић, а одбране Борис Тадић.
- 18. март — Скупштина Србије за новог републичког премијера изабрала Зорана Живковића, тадашњег заменика председника ДС.
- 19. март — Отпочела дуго најављивана инвазија савезничких снага предвођених САД на Ирак, са званичним циљем да се свргне са власти Садам Хусеин.
- 29. март — Карло Урбани, доктор који је идентификовао САРС, умро од те болести.

### Април
- 1. април — Британски суд осудио двојицу Алжираца на 11 година затвора због прикупљања новца за терористичку мрежу „Ал-Каида“
- 2. април — Председавајући Председништва БиХ Мирко Шаровић поднео оставку због афере извоза оружја Ваздухопловног завода „Орао“ из Бијељине Ираку, који је био под санкцијама УН.
- 3. април — У Стразбуру државна заједница Србија и Црна Гора примљена у Савета Европе, као 45. земља чланица те најстарије паневропске организације.
- 4. април — Америчке војне снаге заузеле багдадски међународни аеродром „Садам“ и преименовале га у „Багдад Интернационал“.
- 8. април — Бивши председник Председништва Србије, Иван Стамболић (који је киднапован августа 2000. године и чији је леш пронађен две и по године касније на Фрушкој гори) сахрањен на Новом гробљу у Београду.
- 9. април — Америчке снаге заузимају Багдад.

### Мај
- 1. мај — Амерички председник, Џорџ Буш, прогласио крај америчке инвазије у Ираку.

### Јун
- 13. јун — На београдском насељу Церак, ухапшен бивши официр ЈНА и хашки оптуженик Веселин Шљиванчанин. Приликом операције хапшења, дошло до сукоба полиције и више стотина грађана који су покушали да спрече хапшење. Повређено више десетина особа.

### Јул
- 25. јул — Томица Милосављевић, министар здравља у Влади Србије, поднео оставку на своју дужност.

### Август
- 13. август — Непознате особе су убиле двоје српске деце у селу Гораждевац док су се купали у реци Бистрици.
- 14. август — Велики испад електроенергетског система се догодио на североистоку САД и у канадској покрајини Онтарио, оставивши више од 50.000.000 људи без електричне енергије.
- 19. август — У бомбашком нападу на седиште Уједињених нација у Багдаду (Ирак) 23 особе су погинуле, међу којима и изасланик УН за Ирак Сержо Вјеиро де Мело.
- 20. август — Основана организација Г20 земаља у развоју
- 27. август — Фудбалски клуб Партизан након драматичне пенал завршнице савладао енглески Њукасл Јунајтед и по први пут се у својој историји и пласирао у Лигу Шампиона. То је уједно и први пласман неког клуба из Србије у најелитније европско такмичење од распада СФРЈ.
- 27. август — Марс се приближио Земљи најближе у последњих 60.000 година, прошавши на растојању од 55.758.005 km.
- 31. август — Незапамћено и стравично невреме (праћено кишом, олујним ветром, и великим градом)погодило Зрењанин. Повређено више особа, а причињена велика материјална штета.

### Септембар
- 10. септембар — Шведска министарка спољних послова Ана Линд избодена је ножем у трговачком центру у Стокхолму и умире дан касније.
- 27. септембар — Лансиран је сателит Смарт 1.

### Октобар
- 7. октобар — Арнолд Шварценегер је победио на изборима за гувернера Калифорније.
- 15. октобар — Кина је у свемир лансирала Шензој 5, своју прву свемирску летелицу са људском посадом.
- 30. октобар — Око стотинак припадника Савеза самосталних синдиката Србије (СССС) у два наврата успело је да пробије кордон и окупи се испред здања парламента, али су их снаге Жандармерије потиснуле ка Скупштини града након жестоких сукоба.

### Новембар
- 13. новембар — Вршилац дужности председника Србије, Наташа Мићић, распустила парламент и расписала ванредне парламентарне изборе у Србији за 28. децембар.
- 14. новембар — Откривен Транс-нептунски објект 90377 Седна.
- 16. новембар — Ни у трећем покушају, Србија није добила председника. Кандидат Српске радикалне странке Томислав Николић убедљиво победио кандидата владајућег ДОС-а, Драгољуба Мићуновића, али му победа није призната због одзива бирача који је био испод законског минимума.
- 20. новембар — Детонирано неколико бомби у Истанбулу, Турска. Бомбе су уништиле британски конзулат.
- 20. новембар — Мајкл Џексон ухапшен због наводног сексуалног искориштавања малолетника.
- 23. новембар — Под притиском демонстраната и опозиције, дугогодишњи председник Грузије Едуард Шеварнадзе поднео оставку због оптужбе око фалсификовања изборних резултата.
- 25. новембар — Уједињене нације званично су укинуле програм „Нафта за храну“ у оквиру кога је Ирак седам година продавао нафту под контролом УН за набавку хране и лекова.
- 26. новембар — Конкордов последњи лет изнад Бристола, УК.

### Децембар
- 13. децембар — Амерички војници су током операције Црвена зора пронашли и заробили бившег ирачког председника Садама Хусеина.
- 28. децембар — У Србији одржани ванредни парламентарни избори. Највише посланичких места освојила Српска радикална странка (82). На другом месту Демократска странка Србије (53). Затим следе Демократска странка (37), Г17+ (34), а коалиција Српски покрет обнове-Нова Србија и Социјалистичка партија Србије освојиле су исти број посланика (22).

## Рођења

### Јануар
- 3. јануар — Грета Тунберг, шведска активисткиња за заштиту животне средине

### Фебруар
- 20. фебруар — Оливија Родриго, америчка глумица и певачица[1]

### Март
- 10. март — Никола Кнежевић, српски фудбалер[2]
- 20. март — Немања Мотика, српски фудбалер[3]

### Април
- 24. април — Никола Станковић, српски фудбалер[4]

### Мај
- 5. мај — Карлос Алкараз, шпански тенисер[5]

### Јун
- 9. јун — Никола Јовић, српски кошаркаш[6]
- 11. јун — Бријана Иди, америчка глумица[7]

### Август
- 4. август — Марко Миловановић, српски фудбалер[8]
- 28. август — Квавенжане Волис, америчка глумица и списатељица[9]

### Септембар
- 21. септембар — Андреј Ђурић, српски фудбалер[10]

## Смрти

### Јануар
- 5. јануар — Масимо Ђироти, италијански глумац. (* 1918)[11]
- 28. јануар — Милош Милутиновић, југословенски фудбалер и тренер. (* 1933)[12]

### Фебруар
- 4. фебруар — Стефан Боца, жички епископ СПЦ. (*1916)
- 14. фебруар — Овца Доли (*1996)
- 15. фебруар — Александар Тишма, српски писац. (*1924)[13]

### Март
- 12. март — Зоран Ђинђић, српски премијер, убијен. (*1952)
- 13. март — Енрико Јосиф, српски композитор. (*1924)[14]
- 19. март — Драган Стојнић, српски певач шансона. (*1937)

### Април
- 4. април — Антоније Блум, митрополит Руске православне цркве и припадник француског покрета отпора. (*1914)

### Јун
- 29. јун — Кетрин Хепберн, америчка глумица. (*1907)[15]

### Јул
- 4. јул — Бери Вајт, амерички музичар. (*1944)[16]
- 14. јул — Компај Сегундо, кубански музичар. (*1907)
- 27. јул — Боб Хоуп, британско-амерички стендап комичар, глумац и певач. (* 1903)[17]

### Август
- 19. август — Татјана Лукјанова, српска глумица. (*1923)[18]
- 30. август — Чарлс Бронсон, амерички глумац. (*1921)[19]
- 30. август — Бранко Вукојевић, сценариста и музички критичар. (*1956)[20]

### Септембар
- 5. септембар — Милош Минић, српски политичар и народни херој. (*1914)
- 9. септембар — Едвард Телер, амерички физичар мађарског порекла. (*1908)
- 12. септембар — Џони Кеш, амерички музичар. (*1932)[21]
- 17. септембар — Љубица Марић, српски композитор. (*1909)[22]

### Октобар
- 19. октобар — Алија Изетбеговић, босански политичар и муслимански активиста. (*1925)
- 20. октобар — Миодраг Петровић Чкаља, српски глумац, комичар. (*1924)[23]

### Новембар
- 1. новембар — Хенрик Махалица, пољски глумац. (*1930)

### Децембар
- 8. децембар — Рубен Конзалес, кубански музичар. (*1919)
- 10. децембар — Сава Пенчић, српски слависта. (*1925)
- 17. децембар — Милутин Морача, генерал-пуковник ЈНА и народни херој (*1914)
- 26. децембар — Милан Васић, српски историчар из Републике Српске. (*1928)

## Нобелове награде
- Физика — Алексеј А. Абрикосов, Витали Гинсбург и Антони Ј. Легет
- Хемија — Петер Агре и Родерик Мекинон
- Медицина — Паул Ц. Лаутербур и Питер Мансфилд
- Књижевност — Џон Максвел Куци
- Мир — Ширин Ебади
- Економија — Роберт Ф. Енгел и Клајф В. Ј. Гранџер